# Espai natural de Gallifa
L'Espai Natural de Gallifa és un espai natural de característiques semblants a les dels cingles de Bertí. El conjunt de l'espai forma una gran mola rocosa de gran bellesa paisatgística, especialment representativa dels relleus i del paisatge de les serres prelitorals calcàries. Constitueix una unitat de relleu d'extrema singularitat dins el context de la serralada prelitoral catalana.
L'espai natural està constituït per un conjunt acinglerat al voltant d'un turó que sobrepassa els 900 metres d'altitud (cingles de Sant Sadurní). L'erosió dels gresos i conglomerats determina un relleu de cingles de blocs arrodonits.